# John Waters (actor)
John Rusell Waters es un músico y actor australiano de televisión, cine y teatro, conocido por haber interpretado a Miklos Vlasek en la serie All Saints y por dar vida a Darcy Proudman en la serie Offspring.

## Biografía
Es hijo del actor escocés Russell Waters y Barbara, es el mediano de cinco hijos, sus hermanos son Philip, Angela, Stephen y Fiona "Fizz" Waters. 
De niño se pasaba con frecuencia por los estudios de filmación mientras que su padre trabajaba, incluso actuó en algunas partes. Antes de ser actor fue cantante y bajista en una banda de rock llamada "The Riots", en 1968 viajó a Australia. 
Es muy buen amigo de la actriz Alexandra Davies.
Su primer matrimonio fue con la actriz Jenny Cullen, la pareja tuvo dos hijos, Ivan y Rebecca Water. Ivan interpretó a Jacko en el episodio "Something Old, Something New" de la serie G.P.
Su segundo matrimonio fue con la actriz Sally Conabere. 
En la Navidad de 1999, conoció a Zoe Burton en el "Star City Casino" de Sídney, Australia, la pareja se casó en enero del 2002 en las Islas Tortuga en Fiyi. En enero del 2003 se convirtieron en padres de su primer hijo Archie Waters y en el 2006 recibieron a las gemelas Gloria Waters y Rusty Waters.

## Carrera
John ha aparecido en numerosas series de televisión, películas y obras por más de 40 años. John también es un músico consumado. 
Su primer gran éxito fue en los musicales, en 1969 interpretó a Claude en la obra musical Hair, luego en 1972 interpretó a Judas en la obra Godspell. En 1992 apareció en la producción Jesus Christ Superstar donde dio vida a Poncio Pilatos y ganó un reconocimiento por papel. Apareció en The Sound of Music donde interpretó al Capitán von Trapp. Fue nominado como "Mejor Actor Masculino en un Musical" por su papel en la obra musical Oliver! en los premios anuales Helpmann que se celebraron en 19 de mayo de 2003 en el Star City. También apareció en Macbeth, My Fair Lady, They're Playing Our Song, entre otras...
En 1972 interpretó al Alguacil Peter Lloyd en el episodio "Boney and the White Savage" de la serie Boney, al siguiente año apareció en la serie Certain Women. 
Uno de sus papeles más famosos fue el del inquietante Sargento Robert McKellar papel que interpretó en la serie Rush de 1974 hasta 1976, por su interpretación se hizo merecedor de un Premio Logie por mejor Nuevo Talento. También apareció como invitado en la serie Matlock Police. De 1974 a 1975 apareció en las series Ryan en el episodio "Red Alert", Quality of Mercy en el episodio "Papa", en Division 4 y en The Seven Ages of Man. 
De 1976 a 1978 apareció en series como The Sullivans donde interpretó a Chris Merchant y en Case of the Defence. También apareció en películas como End Play donde interpretó a Mark Gifford, The Trial of Ned Kelly como Ned Kelly, Summerfield como David Abbott, The Scalp Merchant, The Getting of Widsom donde dio vida al Reverendo Shepherd y en Cass como Mike; entre otras.
En 1980 interpretó al Capitán Alfred Taylor en la versión cinematográfica de Breaker Morant. Ese mismo año apareció en las películas Bedfellows y Slippery Slide como Lockie Burns. En 1983 interpretó a Brenton Edwards en la miniserie All the Rivers Run y a Cameron en Five Mile Creek. En 1984 se unió a la película High Country, Dos años después apareció como invitado en una de las más exitosas series australianas Neighbours y en la miniserie Alice to Nowhere donde dio vida a Johnny Parson. También apareció en I Can't Get Started.
Entre 1987 y 1988 apareció en películas como The Perfectionist, Going Sane, Captain Johnno y Boulevard of Broken Dreams. En este último año ganó un premio AFI por interpretar a Tom Garfield en la película Boulevard of Broken Dreams escrita por Frank Howson. También apareció en Bushfire Moon.
En 1990 se unió al elenco de la película All the Rivers Run 2 donde interpretó a Brenton Edwards y al siguiente año apareció como invitado en el episodio "Yesterday's Hero" de la serie All Together Now. En 1993 y 1994 apareció en Singapore Sling como John Stamford y en Ebbtide como Michael Suresch.
Entre 1996 y 1999 apareció en series como Snowy River: The McGregor Saga, Good Guys Bad Guys, Fallen Angels y The Lost World. En 1996 fue presentador en la serie australiana de niños Play School. En 2000 apareció en la serie Young Lions, donde interpretó al Detective Bill Martin, y en 2002 apareció en el episodio "The Fiery Messiah" de Tales of the South Seas. John es protagonista de la publicidad de los productos Bird's Eye de alimentos congelados. 
En 2004 se unió al elenco de la serie Fireflies, donde dio vida a Perry Luscombe. En el 2008 interpretó el papel del Narrador en Richard O'Brien's Rocky Horror Show en el Casino Star City en Sídney.
En junio de 2006 se unió al elenco de la aclamada serie australiana All Saints, donde interpretó al habilidoso, inteligente y arrogante doctor Miklos Vlasek, hasta el final del programa en el 2009. Miklos es el Jefe del equipo Quirúrgico del hospital All Saints y de la Unidad de Respuesta Médica.
En 2010 se unió al elenco de la película Spider Dance donde interpretó a Macadam. Ese mismo año interpretó al político John Hatton en la tercera temporada de la serie criminal Underbelly: The Golden Mile. También apareció en un episodio de la serie Sea Patrol, donde interpretó al Sargento Booker.
Se unió al elenco principal de la serie Offspring donde interpreta a Darcy Proudman, el patriarca de la familia Proudman, hasta ahora.
En el 2012 apareció en la película para la televisión The Mystery of a Hansom Cab donde interpretó a Mark Frettlby. En lapelícula apareció junto a los actores Anna McGahan, Felix Williamson, Chelsie Preston Crayford y Brett Climo.
Ese mismo año se anunció que se había unido al elenco de la miniserie ANZAC Girls la cual sería estrenada en el 2014.

## Filmografía

### Series de televisión
| Año         | Título                         | Personaje                               | Notas                                    |
| ----------- | ------------------------------ | --------------------------------------- | ---------------------------------------- |
| 2020        | Halifax: Retribution           | Ryan                                    | ep. #5.1                                 |
| 2020        | The End                        | Henry                                   | 9 episodios                              |
| 2019        | The Commons                    | Herman                                  | 7 episodios                              |
| 2018        | True Story with Hamish & Andy  | Murray                                  | episodio "Dr. Jeff"                      |
| 2018        | Mystery Road                   | Travis James                            | 3 episodios                              |
| 2016, 2018  | Future-Worm!                   | Manchovy (doblaje)                      | 2 episodios                              |
| 2017        | The Doctor Blake Mysteries     | Bernie Thompson                         | episodio "A Lethal Combination"          |
| 2016        | Rake                           | Edgar Thompson                          | 4 episodios                              |
| 2014        | ANZAC Girls                    | Col. Thomas Fiaschi                     | 2 episodios - miniserie                  |
| 2010 - 2014 | Offspring                      | Darcy Proudman                          | 55 episodios                             |
| 2010        | City Homicide                  | William Clegg                           | episodio "In Harm's Way"                 |
| 2010        | Sea Patrol                     | Sargento Booker                         | episodio "Dutch Courage"                 |
| 2010        | Underbelly: The Golden Mile    | John Hatton                             | 3 episodios                              |
| 2006 - 2009 | All Saints                     | Dr. Miklos "Mike" Vlasek                | 121 episodios                            |
| 2004        | Fireflies                      | Perry Luscombe                          | 22 episodios                             |
| 2002        | Young Lions                    | Detective Mayor Bill Martin             | 7 episodios                              |
| 1999        | The Lost World                 | Lento                                   | episodio "The Beast Within"              |
| 1997        | Fallen Angels                  | Bob Tognetti                            | episodio "Love Is in the Air"            |
| 1997        | Good Guys Bad Guys             | Oscar Drake                             | episodio "The Sound of One Hand Killing" |
| 1996        | Snowy River: The McGregor Saga | Damien Winters                          | episodio "The Lovers"                    |
| 1991        | All Together Now               | Lockie Burns                            | episodio "Yesterday's Hero"              |
| 1986        | Neighbours                     | Fred Mitchell                           | 3 episodios                              |
| 1986        | Alice to Nowhere               | Johnny Parson                           | miniserie                                |
| 1983        | Five Mile Creek                | Cameron                                 | episodio "Love Before a Fall"            |
| 1983        | All the Rivers Run             | Brenton Edwards                         | miniserie                                |
| 1978        | Case for the Defence           | Steve Gray                              | episodio "Case for the Defence"          |
| 1974 - 1976 | Rush                           | Sergento Robert McKellar                | 25 episodios                             |
| 1973 - 1976 | Matlock Police                 | Johnno Johnson/Oficial Cook/Tim Ward    | 3 episodios                              |
| 1973 - 1976 | Homicide                       | Alan Guthrie/Howard Nelson/Eddie Hughes | 3 episodios                              |
| 1974 - 1975 | Division 4                     | Barry Fielding/Darcy Nash               | 2 episodios                              |

### Películas
| Año  | Título                                              | Personaje                 | Notas                                                                               |
| ---- | --------------------------------------------------- | ------------------------- | ----------------------------------------------------------------------------------- |
| 2017 | Three Summers                                       | -                         | junto a Robert Sheehan, Rebecca Breeds, Jacqueline McKenzie y Mahesh Jadu           |
| 2016 | 2:22                                                | Bill                      | junto a Teresa Palmer, Michiel Huisman, Sam Reid y Maeve Dermody                    |
| 2016 | Virtual Dogs and Loaded Guns                        | Cliente del Banco         | junto a Tyson Jarvis, Jason Freddi, Helen Bongers, Josh Lamanna y David McKenzie    |
| 2015 | Killers and Thieves                                 | La Cerca                  | corto - junto a Elizabeth Blackmore, Sean James Murphy y Rory Williamson            |
| 2014 | You Can't Play the Game If You Don't Know the Rules | Clive                     | junto a Zoe Ventoura, George Shevtsov y Tiriel Mora                                 |
| 2013 | Worm                                                | Interrogador              | corto - junto a Marcus Graham, P.J. Lane, Lyn Collingwood y Joshua Brennan          |
| 2013 | Return to Nim's Island                              | -                         | junto a Matthew Lillard, Bindi Irwin, Toby Wallace y Sebastian Gregory              |
| 2012 | The Mystery of a Hansom Cab                         | Mark Frettlby             | junto a Shane Jacobson, Oliver Ackland, Jessica De Gouw y Chelsie Crayford          |
| 2011 | Ragtime                                             | Dick                      | corto - junto a Geoff Morrell, Bridie Carter, Daniel Henshall y Leanne Curran       |
| 2010 | Spider Dance                                        | Macadam                   | junto a John Rhys-Davies                                                            |
| 2006 | The Bouncer                                         | Dave                      | -                                                                                   |
| 2005 | Stealth                                             | Doctor de los Black Ops   | -                                                                                   |
| 2004 | Fireflies                                           | Perry Luscombe            | junto a Christopher Morris, Libby Tanner y Nadia Townsend                           |
| 2003 | Evil Never Dies                                     | Profesor Arkin            | junto a Katherine Heigl, Christopher Kirby, Zoe Naylor y Lara Cox                   |
| 1999 | Chameleon II: Death Match                           | Henry Kubica              | junto a Ben Lawson                                                                  |
| 1998 | The Real Macaw                                      | Dr. Lance Hagen           | junto a Robert Coleby, Jamie Croft y Deborra-Lee Furness                            |
| 1998 | The Sugar Factory                                   | Sam Lejeune               | junto a Matt Day, Helen Dallimore, Anthony Hayes y Sam Healy                        |
| 1995 | Singapore Sling: Midnight Orchid                    | John Stamford             | -                                                                                   |
| 1995 | Singapore Sling: Road to Mandalay                   | John Stamford             | junto a Simon Bossell, John Howard, Josephine Byrnes y Barry Langrishe              |
| 1995 | Singapore Sling: Old Flames                         | John Stamford             | junto a Priscilla Barnes                                                            |
| 1991 | Which Way Home                                      | Steve Hannah              | junto a Cybill Shepherd                                                             |
| 1990 | Heaven Tonight                                      | Johnny Dysart             | junto a Guy Pearce y Kim Gyngell                                                    |
| 1990 | All the Rivers Run 2                                | Brenton Edwards           | junto a Nikki Coghill, Parker Stevenson y John Jacobs                               |
| 1988 | Grievous Bodily Harm                                | Morris Martin             | junto a Colin Friels, Kim Gyngell, Craig Ashley y Gary Waddell                      |
| 1988 | Boulevard of Broken Dreams                          | Tom Garfield              | junto a Andrew McFarlane, Penelope Stewart, Nicki Paull y Kim Gyngell               |
| 1987 | Bushfire Moon                                       | Patrick O'Day             | junto a Dee Wallace, Nadine Garner y Kim Gyngell                                    |
| 1987 | Nancy Wake                                          | Henri Focca               | junto a Noni Hazlehurst, Henri Fiocca, Alan Andrews y Frank Gallacher               |
| 1987 | Going Sane                                          | Martin Brown              | junto a Brett Climo, Judy Morris, Linda Cropper, Denise Roberts y Annie Semler      |
| 1987 | The Last of the Mohicans                            | Hawkeye Bumppo            | prestó su voz para el personaje                                                     |
| 1987 | The Perfectionist                                   | Stuart Gunn               | junto a Jacki Weaver, Linda Cropper, Steven Vidler, Kate Fitzpatrick y Adam Willits |
| 1986 | Passion Flower                                      | Leslie Gaitland           | junto a Bruce Boxleitner y Barbara Hershey                                          |
| 1985 | I Can't Get Started                                 | Robert                    | junto a Ben Gabriel, Andrew McFarlane, Milorad Mihajlovic y Wendy Hughes            |
| 1984 | High Country                                        | Ben Lomax                 | junto a Brett Climo, Tom Oliver, Terry Serio, Simone Buchanan y Tim Hughes          |
| 1982 | Attack Force Z                                      | Teniente Ted "Kingo" King | junto a Mel Gibson, Sam Neill y Chris Haywood                                       |
| 1980 | Breaker Morant                                      | Capitán Alfred Taylor     | junto a Bryan Brown                                                                 |
| 1978 | Cass                                                | Mike                      | junto a Michele Fawdon, Max Cullen, Judy Morris y Peter Carroll                     |
| 1978 | Weekend of Shadows                                  | Rabbit                    | junto a Bryan Brown                                                                 |
| 1978 | Demolition                                          | -                         | junto a Tony Barry                                                                  |
| 1978 | The Scalp Merchant                                  | -                         | junto a Ron Haddrick, Elizabeth Alexander y Cameron Mitchell                        |
| 1977 | Summerfield                                         | David Abbott              | junto a Nick Tate, Max Cullen, Elizabeth Alexander y Michelle Jarman                |
| 1976 | Eliza Fraser                                        | David Bracefell           | junto a Gus Mercurio                                                                |
| 1976 | The Haunting of Hewie Dowker                        | -                         | junto a Tony Barry y Kate Fitzpatrick                                               |

### Director
| Año                                  | Título                        | Notas                     |
| ------------------------------------ | ----------------------------- | ------------------------- |
| 1992 - 1994, 1996, 2001 - 2002, 2004 | Looking Through A Glass Onion | obra - director y artista |
| 1996                                 | The Sound of Music            | obra                      |

### Narrador y presentador
| Año         | Programa                  | Notas                                             |
| ----------- | ------------------------- | ------------------------------------------------- |
| 2008        | All Saints                | Departamento de música - episodio "Out on a Limb" |
| 2007        | Ten Pound Poms            | narrador ABC                                      |
| 2006        | Carnivore Reflux          | narrador                                          |
| 1999        | All Star Squares          | panelista                                         |
| 1972 - 1991 | Play School               | presentador                                       |
| 1979        | Prophecies of Nostradamus | anfitrión                                         |
| 1978        | The Making of "Blue Fin"  | presentador                                       |

### Apariciones
| Año  | Programa                                                        | Notas                                                     |
| ---- | --------------------------------------------------------------- | --------------------------------------------------------- |
| 2008 | Not Quite Hollywood: The Wild, Untold Story of Ozploitation!    | -                                                         |
| 2007 | It Takes Two                                                    | miembro de la audiencia - episodio "Series 2 Grand Final" |
| 2006 | Telling Schoolgirl Tales: The Making of "The Getting of Wisdom" | -                                                         |
| 2005 | Secrets of Summerfield: The Making of "Summerfield"             | -                                                         |
| 1999 | The Making of "Chameleon II: Death Match"                       | apareció como Henry Kubica                                |
| 1994 | Homicide... 30 Years On                                         | -                                                         |
| 1992 | The Late Show                                                   | episodio # 1.20                                           |

### Teatro
| Año        | Obra                               | Personaje         | Director (a)       | Teatro                | Notas                                                           |
| ---------- | ---------------------------------- | ----------------- | ------------------ | --------------------- | --------------------------------------------------------------- |
| 2013       | The Addams Family                  | Gomez Addams      | -                  | Capitol Theatre       | junto a Russell Dykstra y Chloё Dallimore                       |
| 2010       | The Swimming Club                  | Dave              | Kate Cherry        | Playhouse Theatre     | junto a Tina Bursill, Megan Holloway y Nicholas Papademetriou   |
| 2010       | Brel                               | -                 | -                  | -                     | -                                                               |
| 2008       | The Rocky Horror Picture Show      | Narrador          | -                  | -                     | junto a Paul Capsis, Simon Farrow y Kellie Rhode                |
| 2008       | Tell Me on a Sunday                | -                 | Peter Ross         | Glen Street Theatre   | junto a Noni Hazlehurst                                         |
| 2006       | The Woman in Black                 | Narrator          | Robin Herford      | -                     | junto a Brett Tucker                                            |
| 2006       | Kookaburra Launch Concert          | -                 | Gale Edwards       | Lyric Theatre         | junto a Rachael Beck, Debra Byrne, Ian Stenlake y Drew Forsythe |
| 2005       | Influence                          | -                 | Bruce Myles        | Drama Theatre         | junto a Zoe Carides, Vanessa Downing y Genevieve Hegney         |
| 2002       | Oliver!                            | Fagin             | -                  | Regent Theatre        | junto a Steve Bastoni, Keegan Joyce y Ben Nicholas              |
| 2001       | The Graduate                       | -                 | Terry Johnson      | Theatre Royal         | junto a Mark Priestley, Brooke Satchwell y Andrew McFarlane     |
| 1999       | The Sound of Music                 | Captain von Trapp | Susan Schulman     | Lyric Theatre         | junto a Lisa McCune, Tim Draxl y Bert Newton                    |
| 1998       | An Ideal Husband                   | -                 | Peter Hall         | Her Majesty's Theatre | junto a Josephine Byrnes, Penny Cook y John McCallum            |
| 1995       | Reunion                            | -                 | Stewart D'Arrietta | Civic Theatre         | junto a Jacki Weaver                                            |
| 1992       | Jesus Christ Superstar             | Pontius Pilate    | -                  | -                     | junto a John Farnham, Kate Ceberano y Andy Anderson             |
| 1990, 1992 | Love Letters                       | -                 |                    | Playhouse Theatre     | junto a Penny Cook, Andrew McFarlane y Jacki Weaver             |
| 1990       | A Little Night Music               | -                 | Wayne Harrison     | Drama Theatre         | junto a Rachael Beck, Toni Collette y Geraldine Turner          |
| 1990       | The Hunting of the Snark           | -                 | -                  | -                     | junto a Cameron Daddo, Doug Parkinson y David Whitney           |
| 1988       | My Fair Lady                       | -                 | Rodney Fisher      | Her Majesty's Theatre | junto a June Bronhill, Noel Ferrier y John Gregg                |
| 1980, 1981 | They're Playing Our Song           | -                 | Philip Cusack      | Comedy Theatre        | junto a Jacki Weaver, David Belcher y Robyn Forsythe            |
| 1978, 1979 | Dracula                            | -                 | Robert Helpmann    | Festival Theatre      | junto a Max Bruch, Amanda Irving y Tony Sheldon                 |
| 1972       | Jacques Brel is Alive and Well     | -                 | James Fishburn     | -                     | junto a Neil Bryant, Jennie Cullen y Barbara Thompson           |
| 1972       | Godspell                           | Judas             | Sammy D. Bayes     | Richbrooke Theatre    | junto a Rod Dunbar, William Gluth y Carmen Tanti                |
| 1971       | Lasseter                           | -                 | Jim Sharman        | Parade Theatre        | junto a Drew Forsythe, Melissa Jaffer y Helen Morse             |
| 1971       | Big Brother Dragon                 | -                 | Robert Levis       | Independet Theatre    | junto a Gaye Anderson, Raymond Duparc y Bruce Griffiths         |
| 1971       | There Is Nothing More Wonderful... | -                 | Robert Levis       | Independet Theatre    | junto a Gaye Anderson, Raymond Duparc y Bruce Griffiths         |
| 1969       | Hair                               | Claude            | Jim Sharman        | Metro Theatre         | junto a Tomay Fields, Gillian Jones y Terry O'Brien             |

## Premios
- Australian Film Institute:

| Año  | Categoría                                            | Premio                        | Serie/Obra                 | Resultado |
| ---- | ---------------------------------------------------- | ----------------------------- | -------------------------- | --------- |
| 2010 | Best Guest Or Supporting Actor In A Television Drama | AFI Award                     | Offspring                  | Nominado  |
| 2006 | Best Guest or Supporting Actor in Television Drama   | AFI Award                     | All Saints                 | Nominado  |
| 2003 | Best Male Actor in a Musical                         | Helpmann Awards               | Oliver!                    | Nominado  |
| 1992 | Most Popular Actor in a Miniseries/Telemovie         | Logie Award                   | Which Way Home             | Nominado  |
| 1988 | Best Actor in a Lead Role                            | AFI Award                     | Boulevard of Broken Dreams | Ganador   |
| 1978 | Best Actor in a Lead Role                            | AFI Award                     | Weekend of Shadows         | Nominado  |
| 1975 | Best New Talent                                      | George Wallace Memorial Logie | -                          | Ganador   |